# Твиггс, Дэвид
Дэвид Эммануэль Твиггс (David Emanuel Twiggs) (14 февраля 1790 — 15 июля 1862) — американский кадровый военный, участник англо-американской войны, войны чёрного ястреба и мексиканской войны. В начале Гражданской войны командовал техасским департаментом и сдался командованию Конфедерации. Был обвинён в предательстве и уволен со службы, после чего стал генералом армии Конфедерации, но вскоре покинул службу по состоянию здоровья. Считается самым старым генералом Конфедерации за весь период войны.

## Ранние годы
Твиггс родился на плантации Гуд-Хоуп в джорджианском округе Ричмонд, в семье Джона Твиггса (1750—1816) и его жены Руфь Эммануэль Твиггс (1755—1827). Его отец был генералом ополчения во время войны за независимость, в честь которого был назван округ Твиггс в Джорджии. Дэвид был дальним родственником Дэвида Эммануэля, 24-го губернатора Джорджии. В 1812 году Твиггс вступил добровольцем в армию, участвовал в войне с Англией в звании капитана и с этого времени выбрал карьеру военного.
В 1828 году его отправили в Висконсин для постройки форта. Прибыв в штат с тремя ротами 1-го пехотного полка, Твиггс основал форт Уиннебаго, который впоследствии стал базой для боевых операций во время Войны чёрного ястреба.
В 1830 году Твиггс женился на Элизабет Хантер, дочери полковника Джона Хантера из Северной Каролины.
В 1836 году Твиггс стал полковником 2-го Драгунского полка и служил во Флориде во время Семинольских войн. Там он заслужил прозвище «Бенгальский тигр» из-за своего агрессивного характера. Твиггс придерживался наступательной тактики в войнах с индейцами.

## Мексиканская война
Когда началась война с Мексикой, Твиггс возглавил бригаду Оккупационной Армии и участвовал в сражениях при Пало-Альто и при Ресаке-де-ла-Пальма. В 1846 году ему присвоили звание бригадного генерала и он командовал дивизией во время сражения при Монтеррей. Когда началась подготовка к высадке Скотта у Веракруса, Твиггса перевели в армию Скотта, где он возглавил 2-ю дивизию регулярной армии (бригады Персифора Смита и Беннета Рили). Его адъютантом стал Уильям Брукс.
Он участвовал в сражениях кампании Скотта: при осаде Веракруса и при Серро-Гордо. В сражении при Контрерас он проводил демонстрацию с фронта мексиканских позиций, пока остальные бригады выходили в тыл мексиканцам. Дивизия Твиггса участвовала в штурме мексиканских позиций при Чурубуско и при штурме Чапультепека, и Твиггс был ранен в бою за Чапультепек. После капитуляции Мехико Твиггс стал военным губернатором Веракруса. 2 марта 1847 года Конгресс США наградил его именной шпагой. С 1847 года Твиггс был членом офицерского Ацтекского Клуба.